# Tetsu Nagasawa
Tetsu Nagasawa (長澤 徹 Nagasawa Tetsu?), född 28 maj 1968 i Osaka prefektur, är en japansk tidigare fotbollsspelare.
Nagasawa började sin karriär 1991 i Yamaha Motors (Júbilo Iwata). 1995 flyttade han till Honda FC. Han avslutade karriären 1997.